# 驻新西兰外交机构列表

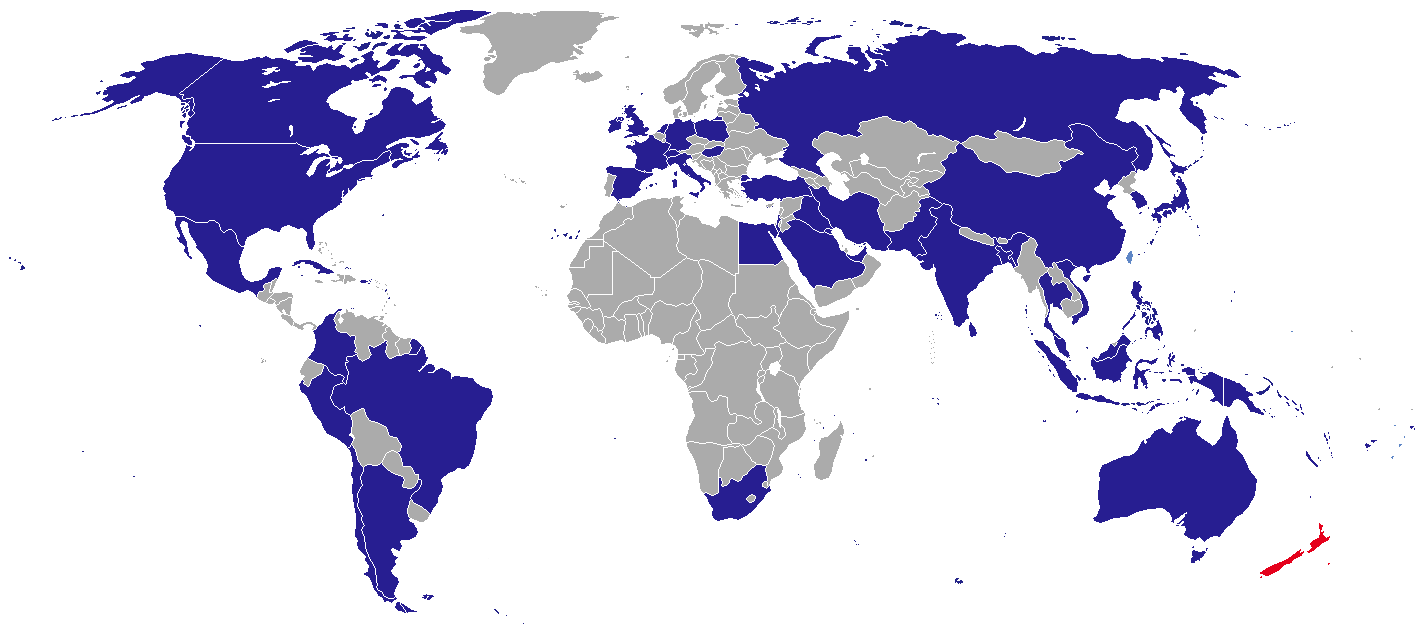
驻新西兰外交机构国家图

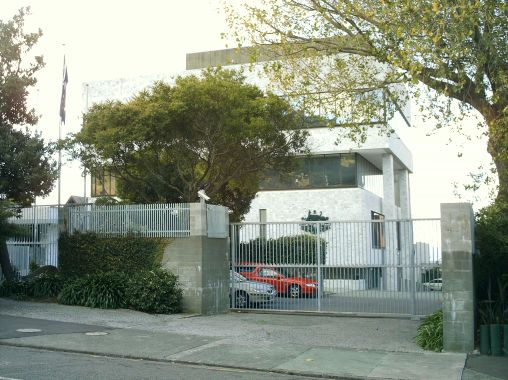
澳大利亚高级专员公署

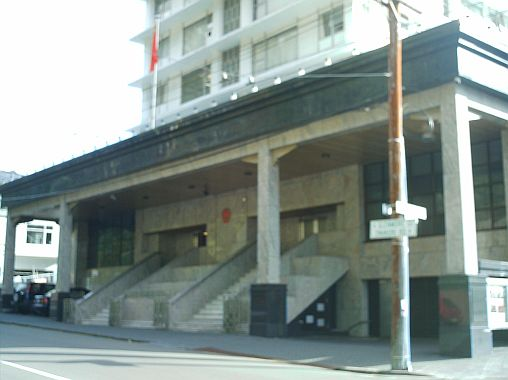
中国驻新西兰大使馆，惠灵顿

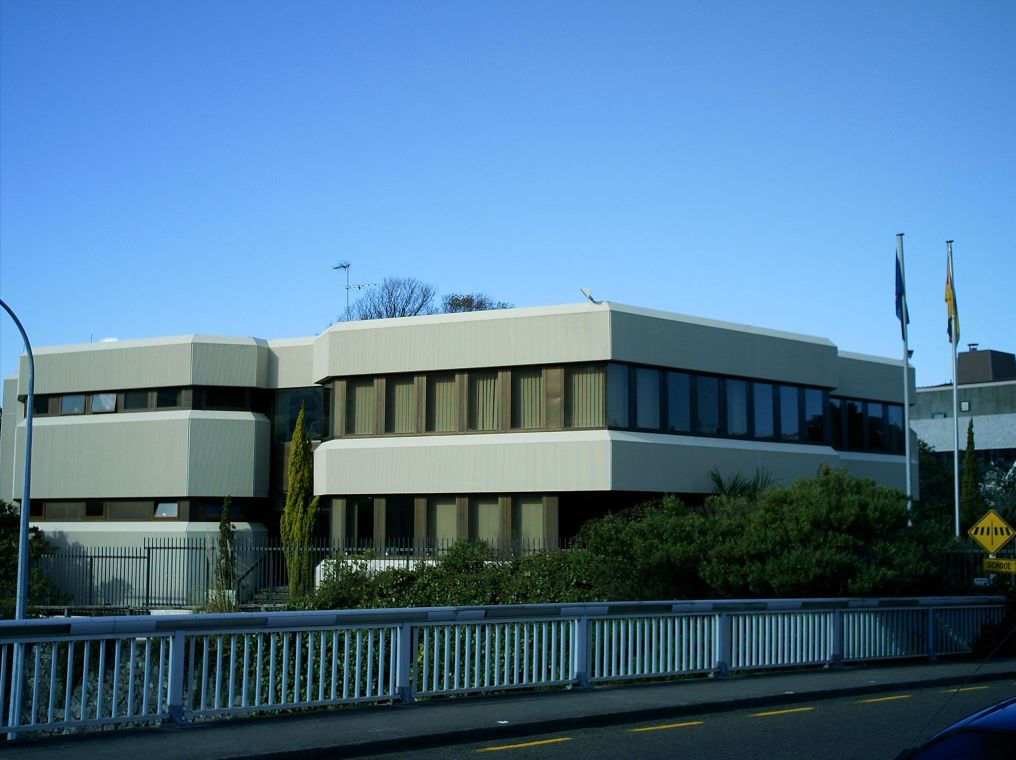
德国驻新西兰大使馆，惠灵顿

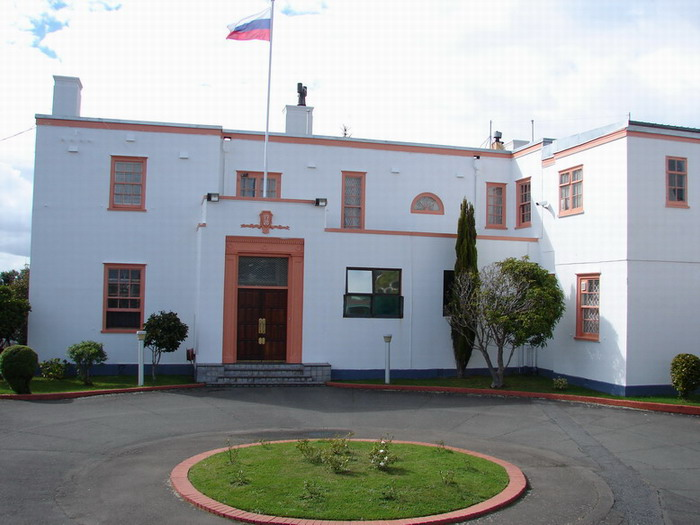
俄罗斯驻新西兰大使馆，惠灵顿

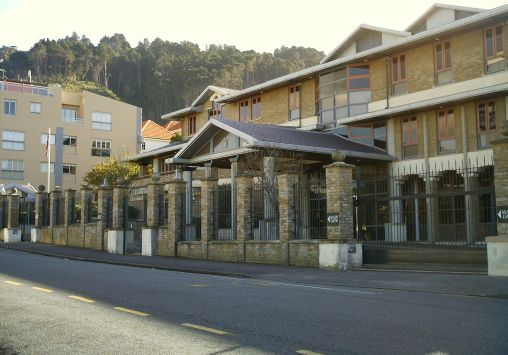
英国高级专员公署

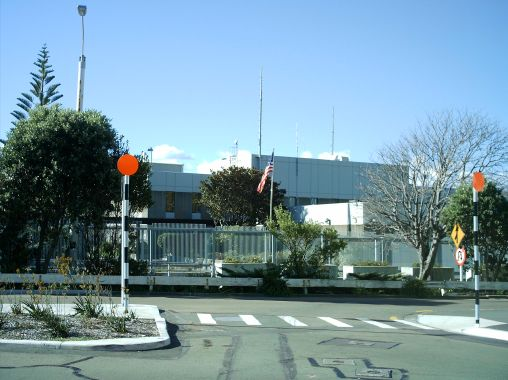
美国驻新西兰大使馆，惠灵顿

本列表列出驻新西兰外交机构列表。目前，在首都惠灵顿驻有45个大使馆或高级专员公署。

## 大使馆/高级专员公署
惠灵顿
| - 阿根廷 - 巴西 - 加拿大 - 智利 - 中国 - 庫克群島 - 古巴 - 埃及 - 斐济 - 法國 - 德国 - 希腊 - 聖座 - 印度 - 印度尼西亞 - 伊朗 - 愛爾蘭 - 以色列 - 義大利 - 日本 - 大韓民國 - 科威特 - 马来西亚 | - 墨西哥 - 荷蘭 - 纽埃 - 巴基斯坦 - 秘魯 - 菲律賓 - 波蘭 - 俄羅斯 - 萨摩亚 - 沙烏地阿拉伯 - 新加坡 - 所罗门群岛 - 南非 - 西班牙 - 瑞士 - 泰國 - 东帝汶 - 土耳其 - 阿联酋 - 英国 - 美国 - 越南 |

## 使团
- 中華民國 (駐紐西蘭臺北經濟文化辦事處)
- 欧洲联盟 (Delegation of the European Commission)

## 位于奥克兰的总领事馆
- 加拿大 (领事馆)
- 中國 （详情）
- 中華民國 (駐奧克蘭臺北經濟文化辦事處)
- 哥伦比亚[6]
- 庫克群島
- 日本
- 菲律賓 (领事馆)
- 大韓民國 (领事馆)
- 萨摩亚
- 沙烏地阿拉伯
- 泰國
- 英国
- 美国

## 地图

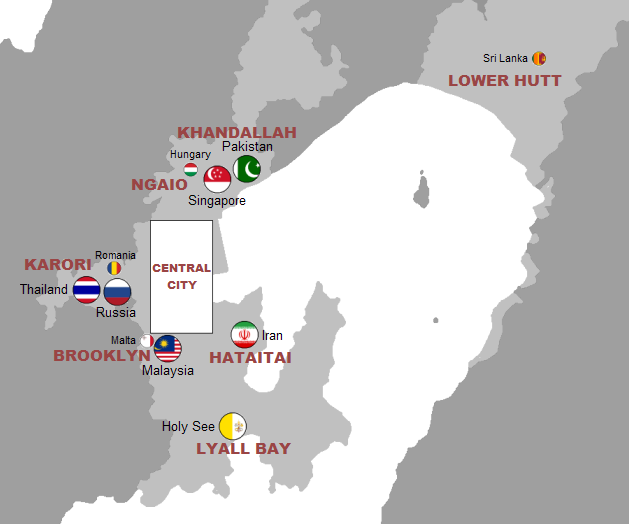
惠灵顿的外交机构位置，大标识是大使馆，小标识是领事馆

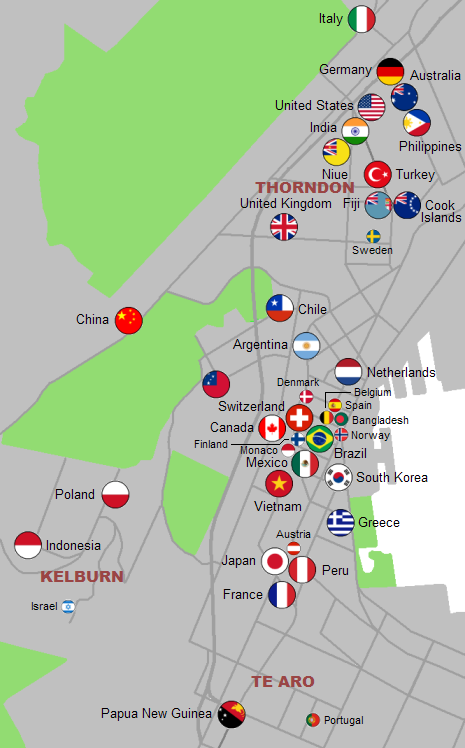
惠灵顿市中心的外交机构位置，大标识是大使馆，小标识是领事馆

## 位于克赖斯特彻奇的总领事馆
- 中國
- 日本

## 非常驻
除非另外註明，以下機構均常駐於坎培拉：
- 阿富汗
- 阿尔巴尼亚（北京）
- 阿尔及利亚
- 奥地利
- （渥太華）
- 比利时
- 玻利维亚（渥太华）
- 柬埔寨
- 哥伦比亚
- 賽普勒斯
- 捷克
- (北京)
- 丹麦
- 薩爾瓦多
- 芬兰
- 匈牙利
- 冰島（北京）
- 伊拉克
- 爱尔兰
- 约旦
- 基里巴斯（南塔拉瓦）
- 科索沃
- 科威特
- 拉脫維亞（倫敦）
- 黎巴嫩
- 賴索托（北京）
- 馬爾地夫 (科伦坡)
- （東京）
- 馬爾他
- 模里西斯
- 摩洛哥
- 蒙古国
- 緬甸
- 尼泊尔（東京）
- 奈及利亞
- 挪威
- 阿曼（東京）
- 巴勒斯坦民族权力机构
- 巴拿马
- 秘魯
- 葡萄牙
- （雅加達）
- 羅馬尼亞
- 沙烏地阿拉伯
- 塞爾維亞
- 塞舌尔（維多利亞）
- （北京）
- 斯洛維尼亞
- 斯里蘭卡
- 瑞典
- 叙利亚
- 坦桑尼亚（東京）
- 东帝汶
- 乌干达
- 乌克兰
- 阿联酋
- 乌拉圭
- （維拉港）
- 委內瑞拉
- 尚比亞（東京）
- 辛巴威

## 已結束的使館服務
- 越南共和国（駐新西蘭大使館）